# Papesse Jeanne
Pour les articles homonymes, voir La Papesse Jeanne.

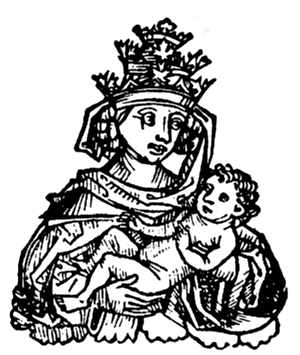
La papesse Jeanne en habits pontificaux, tenant un bébé, gravure provenant de la la de Hartmann Schedel (1493).

La papesse Jeanne est un personnage légendaire, qui, au IXe siècle, aurait accédé à la papauté en se faisant passer pour un homme. Son pontificat sous le nom de Jean VIII est généralement placé entre 855 et 858 (un peu plus de 25 mois), c'est-à-dire entre celui de Léon IV et Benoît III, au moment de l'usurpation de l'antipape Anastase le Bibliothécaire. L'imposture aurait été révélée quand elle aurait accouché en public lors d'une procession de la Fête-Dieu.

## Le récit légendaire

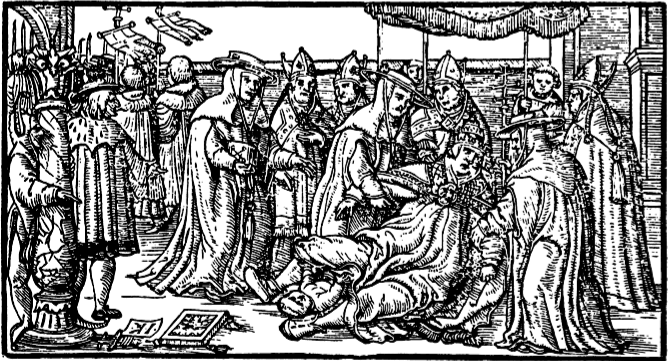
L'accouchement de Jeanne, gravure ornant le chapitre que Boccace consacre à la papesse dans ses Dames de renom.

La légende dit que, vers 850, une jeune fille originaire de Mayence en Allemagne, nommée diversement Jeanne, Agnès, Marguerite ou Gilberte suivant les sources, quitte sa famille pour entreprendre des études ou pour suivre son amant étudiant[réf. à confirmer]. Déguisée en homme, elle est connue sous le nom de Johannes Anglicus (Jean l'Anglais), ce qui dénote une origine anglaise[réf. à confirmer]. Elle étudie dans une université en Angleterre puis part avec son compagnon étudier la science et la philosophie à Athènes.
Après la mort de son amant, elle se rend à Rome où elle obtient un poste de lecteur des Écritures saintes avant d'entrer à la Curie. Selon certaines sources, elle est nommée cardinal. Tous s'accordent pour dire qu'elle est élue pape par acclamation, le peuple romain appréciant son érudition et sa piété. Deux ans plus tard, la papesse, séduite par un simple clerc ou par un cardinal plus clairvoyant que les autres, accouche en public : en célébrant la messe ou à cheval, ou encore lors de la procession de la Fête-Dieu, entre la basilique Saint-Jean-de-Latran  et la basilique Saint-Pierre. Selon le chroniqueur dominicain Jean de Mailly, elle est lapidée à mort par la foule pour avoir trompé l'Église sur son sexe ; selon Martin d'Opava, elle meurt en couches ; selon d'autres encore, elle est simplement déposée, du fait qu'étant une femme, elle ne peut continuer à assurer sa fonction.

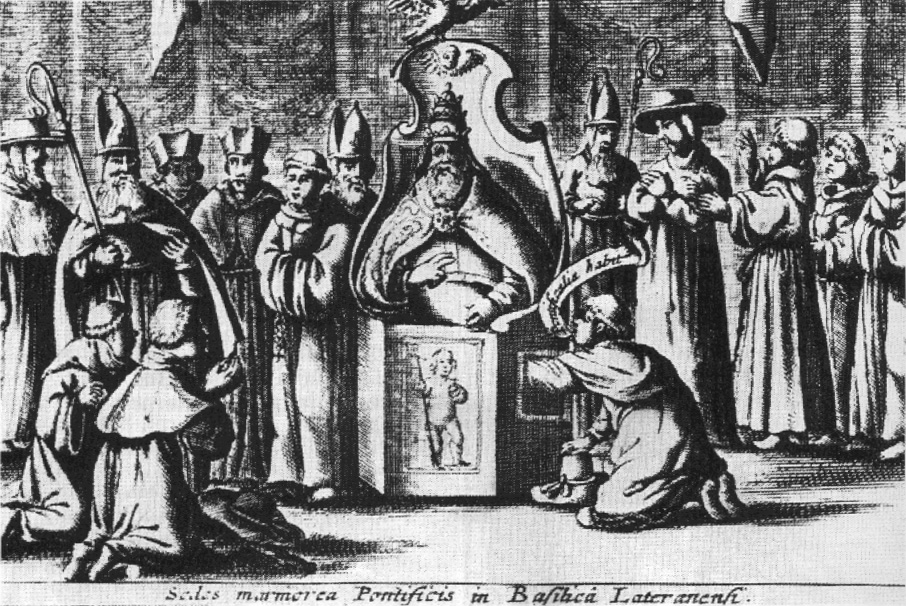
Vérification de la virilité d'Innocent X.

Cette légende en a créé une autre : d'après celle-ci, il existe une vérification rituelle de la virilité des papes nouvellement élus[réf. à confirmer]. Un ecclésiastique doit examiner manuellement les organes génitaux, au travers d’une chaise percée. L’inspection terminée, il peut s’exclamer « Duos habet et bene pendentes » (« Il en a deux, et bien pendants »). 
De plus, les processions pontificales, pour éviter de remuer des souvenirs douloureux, éviteraient désormais de passer par la basilique Saint-Clément-du-Latran, lieu de l’accouchement, dans leur trajet du Vatican au Latran ; cependant, une statue installée à l’endroit fatidique commémore l’incident. La statue, protégée par un petit kiosque assez délabré, se trouve au croisement de la Via dei Querceti et de la Via dei Santi Quattro.

## Les faits
Il s'agit d'une légende basée sur le fait que les sièges utilisés en certaines occasions et notamment dans la cérémonie de couronnement des papes depuis la fin du XIe siècle, étaient de banales chaises curules, dont le modèle remonte à l'Antiquité et censées symboliser le caractère collégial de la Curie romaine[réf. à confirmer].
Aucune chronique contemporaine n'accrédite l'histoire et la liste des papes ne laisse aucun interstice dans lequel le pontificat de Jeanne pourrait s'insérer. En effet, entre la mort de Léon IV, le 17 juillet 855 et l'élection de Benoît III, entre lesquels Martin le Polonais place la papesse, il ne s'écoule que peu de temps, même si Benoît III n'est pas couronné avant le 29 septembre de la même année, du fait de l'antipape Anastase le Bibliothécaire. Ces dates sont confirmées par des preuves solides, telles que des monnaies et des chartes. La chronique de Jean de Mailly suggère quant à elle un placement de Jeanne peu avant 1100. Or il ne s'écoule que quelques mois entre la mort de Victor III (16 septembre 1087) et l'élection d'Urbain II (12 mars 1088), et quelques jours seulement entre la mort de ce dernier (29 juillet 1099) et l'élection de Pascal II (13 août 1099).
La légende comporte de nombreuses variantes dans lesquelles on relève des anachronismes. Ainsi Jeanne, qui a vécu au IXe siècle, aurait fait des études dans une université anglaise, alors que la plus ancienne, celle d'Oxford, ne devient un centre d'enseignement actif que trois siècles plus tard. Le baccalauréat remonte également à la même époque. Athènes ne possède au IXe siècle aucune école susceptible de dispenser un enseignement de science et de philosophie et se trouve alors aux mains des « barbares ». La Fête-Dieu n'est instaurée qu'en 1264, sous Urbain IV.

## Histoire de la légende

### Origines
La légende s'est développée au cours du Moyen Âge. La première mention connue de la papesse se trouve dans la Chronica universalis de Jean de Mailly, dominicain du couvent de Metz, rédigée vers 1255 : « À vérifier. Il s'agirait d'un certain pape, ou plutôt d'une papesse, car c'était une femme ; se déguisant en homme, il devint, grâce à l'honnêteté de son caractère, notaire de la curie, puis cardinal, enfin pape. Un jour qu'il montait à cheval, il engendra un enfant et, aussitôt, la justice romaine lui lia les pieds et le fit traîner, attaché à la queue d'un cheval ; il fut lapidé par le peuple sur une demi-lieue et on l'enterra là où il mourut ; en cet endroit on inscrivit : Pierre, Père des Pères, Publie la Parturition de la Papesse. Sous son pontificat, fut instauré le Jeûne des Quatre Temps, qu'on appelle Jeûne de la Papesse ». Les passages dans des textes antérieurs, dans le Liber Pontificalis, chez Marianus Scotus, Sigebert de Gembloux, Otton de Freising, Richard de Poitiers, Godefroi de Viterbe (1125-1202) et Gervais de Tilbury, sont des interpolations tardives, généralement du XIVe siècle. La légende se propage ensuite rapidement et sur une large étendue géographique, ce qui laisse supposer qu'elle existait déjà auparavant et que le dominicain se soit contenté de la consigner par écrit. Vers 1260, l'anecdote se retrouve chez Étienne de Bourbon, également dominicain et de la même province ecclésiastique que Jean de Mailly, dans son Traité des divers matériaux de la prédication. C'est surtout le récit qu'en fait le dominicain Martin le Polonais, chapelain de plusieurs papes, dans sa Chronique des pontifes romains et des empereurs, vers 1280, qui lui assure le succès. L'accueil que font les milieux pontificaux à l'anecdote s'explique par l'intérêt du cas juridique, et sans doute par une volonté d'imposer une interprétation officielle à l'événement[réf. à confirmer].
Boccace est le premier écrivain laïc à reprendre l'histoire de Jeanne dans Les Dames de renom (1353).

### Polémique

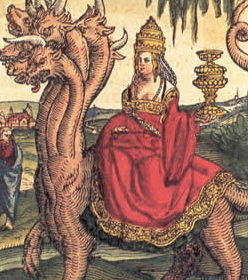
La papesse Jeanne représentée comme la « Grande prostituée », montée sur la Bête de l'Apocalypse.

La légende est rapidement reprise à des fins polémiques. Le franciscain Guillaume d'Ockham dénonce une intervention diabolique en la personne de Jeanne, qui préfigure celle de Jean XXII, adversaire des « spirituels » (dissidents franciscains). Lors du grand schisme d'Occident, l'histoire de Jeanne prouve, pour les deux partis, la nécessité légale d'une possibilité de déposition. Jan Hus la mentionne devant le concile de Constance pour remettre en cause le principe de la primauté romaine : pour lui, Jeanne a définitivement mis fin à la succession apostolique. Il est suivi sur ce point par Calvin, puis par Théodore de Bèze qui soutient cette thèse au colloque de Poissy. De son côté, Luther témoigne avoir vu en 1510 un monument en l'honneur de la papesse, la représentant en habits pontificaux, un enfant à la main ; il conclut à l'endurcissement irrémédiable d'une papauté qui ne prend même pas la peine de détruire un tel édifice.
En Angleterre, le mouvement anti-papiste qui suit la création de l'Église anglicane produit un grand nombre de récits sur la papesse. À l'époque élisabéthaine, le mouvement culmine dans de fausses processions qui brûlent le pape en effigie : dans le même temps, sont publiés « Un cadeau pour les papistes : vie et mort de la papesse Jeanne, où l'on prouve à partir d'ouvrages imprimés et de manuscrits d'écrivains papistes et d'autres, qu'une femme nommée Jeanne a bien été pape de Rome, où elle a accouché d'un bâtard en pleine rue, alors qu'elle prenait part à une procession solennelle » publié de manière anonyme en 1675, généralement attribué à Humphrey Shuttleworth, « L'Histoire de la papesse Jeanne et des putains de Rome » et surtout une tragédie, « La Femme prélat : histoire de la vie et de la mort de la papesse Jeanne », d'Elkanah Settle, qui ajoute de nouvelles péripéties au récit médiéval.

### Réfutation
Les premières attaques protestantes poussent l'érudit Onofrio Panvinio, moine augustin, à rédiger en 1562 la première réfutation sérieuse de la légende dans sa Vitæ Pontificum (Vie des Papes)[réf. à confirmer]. Il est suivi par un juriste français, Florimond de Raemond, dans un ouvrage publié d'abord en 1587 de manière anonyme, Erreur populaire de la papesse Jeanne (également connu par la suite sous le titre L'Anti-Papesse), qui sera réédité quinze fois. Au XVIIe siècle, les luthériens se rallient à cette argumentation. Rendant compte de l’ouvrage d’Alain Boureau dans la Bibliothèque de l'École des chartes, Bruno Galland précise que « les calvinistes eux-mêmes, à partir de 1647, renoncèrent à exploiter l’histoire de Jeanne, soucieux de trouver contre l’Église des arguments plus solides » après avoir écrit « lorsque les luthériens utilisèrent l’histoire de Jeanne pour attaquer les faiblesses de l’Église, cette dernière modifia son attitude et démontra rapidement et sans peine, au prix d’exposés érudits, comme ceux d’Onofrio Panvinio en 1562, repris par les Jésuites, que Jeanne n’avait jamais existé. »

### Interprétation
Les explications de la légende sont diverses. Le mythe fut peut-être imaginé à partir du surnom de « papesse Jeanne » donné de son vivant au pape Jean VIII pour sa faiblesse face à l'Église de Constantinople, ou bien du surnom de « papesse Jeanne » donné à la maîtresse autoritaire du pape Jean XI, Marozie. Enfin, le mythe renvoie aux inversions des valeurs rituelles, typiques des carnavals[réf. à confirmer].
Un autre ressort de la légende vient peut-être de la prescription judaïque du Lévitique (21:20), qui interdit le service de l'autel à un « homme aux testicules écrasés », c'est-à-dire un eunuque. L'idée qui en découle, de vérifier que seuls les hommes « entiers » accèdent à la prêtrise, a probablement été à l'origine de la vérification cérémonielle, sujet tentant pour une disputatio de quo libet estudiantine du Moyen Âge.
La légende a séduit divers auteurs de fiction par son caractère romanesque, par exemple Emmanouíl Roḯdis dans La Papesse Jeanne, traduit en anglais par Lawrence Durrell et en français par Alfred Jarry, Renée Dunan dans un roman paru en 1929 ou plus récemment Yves Bichet. Donna Cross a également publié La Papesse Jeanne (titre original : Pope Joan: a novel, 1996), une vie romancée de la papesse Jeanne selon la légende situant son règne au IXe siècle.

## Dans les arts et la culture

### Filmographie

#### Cinéma
- 1972 : Jeanne, papesse du diable de Michael Anderson, jouée par Liv Ullmann.
- 2009 : La Papesse Jeanne de Sönke Wortmann, jouée par Johanna Wokalek.
- 2016 : La Papesse Jeanne de Jean Breschand, jouée par Agathe Bonitzer.

#### Télévision

##### Documentaire
- 2011 : Dossiers secrets, saison 2, épisode 9 : Papesse Jeanne.
- 2012 : Das Geheimnis der Päpstin de Christel Fromm et Daniel Sich.

### Musique

#### Comédie musicale
- 2011 : Die Päpstin de Dennis Martin, jouée par Sabrina Weckerlin (de).

#### Opéra
- 1793 : La Papesse Jeanne : Opéra-Bouffon, en vaudevilles, en trois actes d'Auguste-Jean-Baptiste Defauconpret[22].
- 2020 : The Papess Joanne d'Yiorgos Vassilandonakis[23].

### Théâtre

#### Drame
- 1921 : Die Päpstin Johanna de Bertolt Brecht[24].

### Citations originales
1. ↑  (en) « A Present for a papist, or The life and death of Pope Joan plainly proving out of the printed copies and manuscripts of popish writers and others, that a woman called Joan was really Pope of Rome, and was there deliver'd of a bastard son in the open street, as she went in solemn procession. »